# イーリング・スタジオ
イーリング・スタジオ (英: Ealing Studio) は、イギリスのロンドン西部のイーリングにある伝統ある撮影スタジオである。1902年設立。 
1938年から1955年までの所長にマイケル・バルコン。
1950年代にその名を馳せ、「イーリング・コメディ」と呼ばれる数々の喜劇映画を生み出してきた。
1955年の「The Ladykillers（邦題：マダムと泥棒）」は有名。この作品は後にコーエン兄弟によりリメイクされた。その他の作品に「カインド・ハート」(1949年)、「ラベンダー・ヒル・モブ」(1951年)、「白衣の男」(1951年)などがある。
近年このスタジオで撮影された作品には、「ノッティングヒルの恋人」、「ラッキー・ブレイク (映画)」、「理想の結婚」、「ショーン・オブ・ザ・デッド」などがある。スター・ウォーズのエピソード2・3の追加撮影もここで行われた。